# Feuchtwangen
Feuchtwangen (ⓘ, fränkisch: Feichtwang) ist eine Stadt im mittelfränkischen Landkreis Ansbach und zählt zur Metropolregion Nürnberg. Die mit über 13.000 Einwohnern und 137 km² jeweils nach Einwohnerzahl und Fläche größte Gemeinde des Landkreises sowie nach Fläche hinter Nürnberg zweitgrößte Kommune Mittelfrankens liegt direkt an der Romantischen Straße. Feuchtwangen ist eine von 13 sogenannten leistungsfähigen kreisangehörigen Gemeinden in Bayern.

## Geographie

### Lage
Geographisch und geologisch liegt Feuchtwangen auf der Frankenhöhe, einem Teil des Schwäbisch-Fränkischen Schichtstufenlandes, das auch als Gips-Keuper-Landschaft bezeichnet wird. Charakteristisch für diese Landschaft ist der durch die geringe Widerstandskraft der Keuperschichten entstandene schnelle Wechsel von tiefen Talsenken und meist bewaldeten Höhenzügen. So konnten die Wasserläufe der Gegend hier breite Täler ausräumen. Die Stadt Feuchtwangen liegt im Tal der Sulzach, das weitläufige Stadtgebiet umfasst auch Teile des Wörnitztals.

### Nachbargemeinden
Schnelldorf, Wörnitz, Dombühl, Aurach, Herrieden, Wieseth, Dentlein am Forst, Dürrwangen, Schopfloch, Dinkelsbühl (alle Landkreis Ansbach, Bayern) und Kreßberg (Landkreis Schwäbisch Hall, Baden-Württemberg)

### Gemeindegliederung
Es gibt 91 Gemeindeteile (in Klammern ist der Siedlungstyp angegeben):
- Aichau (Dorf)
- Aichenzell (Dorf)
- Ameisenbrücke (Weiler)
- Archshofen (Dorf)
- Banzenweiler (Dorf)
- Bergnerzell (Dorf)
- Bernau (Dorf)
- Bieberbach (Dorf)
- Böhlhof (Einöde)
- Bonlanden (Weiler)
- Breitenau (Pfarrdorf)
- Bühl (Weiler)
- Charhof (Weiler)
- Charmühle (Einöde)
- Dorfgütingen (Pfarrdorf)
- Dornberg (Einöde)
- Esbach (Weiler)
- Eschenlach (Weiler)
- Feuchtwangen (Hauptort)
- Gehrenberg (Dorf)
- Georgenhof (Einöde)
- Glashofen (Weiler)
- Hainmühle (Einöde)
- Hammerschmiede (Weiler)
- Heilbronn (Dorf)
- Heiligenkreuz (Weiler)
- Herbstmühle (Einöde)
- Herrnschallbach (Dorf)
- Hinterbreitenthann (Dorf)
- Höfstetten (Weiler)
- Jakobsmühle (Einöde)
- Jungenhof (Einöde)
- Kaltenbronn (Dorf)
- Koppenschallbach (Weiler)
- Krapfenau (Dorf)
- Krapfenauer Mühle (Weiler)
- Krebshof (Einöde)
- Krobshausen (Weiler)
- Krobshäuser Mühle (Einöde)
- Kühnhardt am Schlegel (Dorf)
- Larrieden (Pfarrdorf)
- Leiperzell (Weiler)
- Lichtenau (Dorf)
- Löschenmühle (Einöde)
- Lotterhof (Weiler)
- Metzlesberg (Weiler)
- Mögersbronn (Dorf)
- Mosbach (Pfarrdorf)
- Neidlingen (Einöde)
- Oberahorn (Dorf)
- Oberdallersbach (Weiler)
- Oberhinterhof (Weiler)
- Oberlottermühle (Einöde)
- Oberransbach (Dorf)
- Oberrothmühle (Einöde)
- Poppenweiler (Einöde)
- Ratzendorf (Weiler)
- Reichenbach (Dorf)
- Rißmannschallbach (Dorf)
- Rödenweiler (Dorf)
- Sankt Ulrich (Dorf)
- Schönmühle (Einöde)
- Seiderzell (Dorf)
- Sommerau (Dorf)
- Sperbersbach (Dorf)
- Steinbach (Dorf)
- Tauberschallbach (Dorf)
- Thürnhofen (Kirchdorf)
- Tribur (Dorf)
- Überschlagmühle (Einöde)
- Ungetsheim (Dorf)
- Ungetsheimer Mühle (Weiler)
- Unterahorn (Dorf)
- Unterdallersbach (Weiler)
- Unterhinterhof (Weiler)
- Unterlottermühle (Einöde)
- Unterransbach (Weiler)
- Unterrothmühle (Einöde)
- Volkertsweiler (Einöde)
- Vorderbreitenthann (Dorf)
- Walkmühle (Einöde)
- Wehlmäusel (Dorf)
- Weikersdorf (Dorf)
- Weiler am See (Weiler)
- Winterhalten (Einöde)
- Wolfsmühle (Einöde)
- Wüstenweiler (Weiler)
- Zehdorf (Dorf)
- Zischendorf (Dorf)
- Zumberg (Dorf)
- Zumhaus (Kirchdorf)

Außerdem gibt es die Wohnplätze Bronnenmühle, Meierhof, Oberglasmühle, Raffelshof, Unterglasmühle und Wiegelshof, die allesamt keine amtlichen Gemeindeteile sind, und die Wüstungen Aichamühle, Eulenhof, Fallhaus, Freimannsberg, Heimlich, Mackenhofen, Rammerzell, Röschenhof, Schleifmühle, Uzenweiler, Vogelweid und Ziegelhütte.
Es gibt auf dem Gemeindegebiet die Gemarkungen Aichau (Gemarkungsteil 1), Aichenzell, Banzenweiler, Breitenau, Dorfgütingen, Feuchtwangen, Heilbronn, Krapfenau, Larrieden, Mosbach, Thürnhofen (Gemarkungsteil 1) und Vorderbreitenthann. Die Gemarkung Feuchtwangen hat eine Fläche von 7,703 km². Sie ist in 4656 Flurstücke aufgeteilt, die eine durchschnittliche Fläche von 1654,39 m² haben. In ihr liegen neben dem namensgebenden Ort der Gemeindeteil Ameisenbrücke und die Orte Fallhaus, Schleifmühle und Ziegelhütte.

### Klima

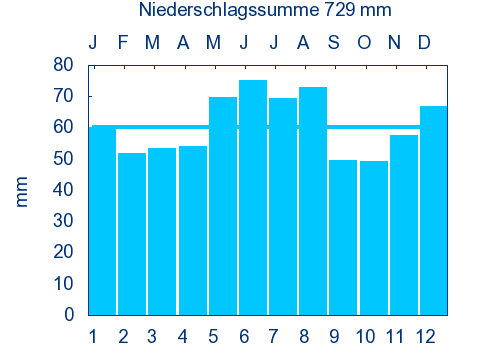
Diagramm Niederschlagsmittelwerte Feuchtwangen für den Zeitraum von 1961 bis 1990
Niederschlagsdiagramm für Feuchtwangen (blaue Kurve) vor den Mittelwerten (Quantilen) für Deutschland (grau)

Die durchschnittliche Niederschlagsmenge im Jahr in Feuchtwangen beträgt 729 mm.

## Ortsname
Der Name geht auf das Bestimmungswort fiuchta (Fichte) und das Grundwort -wang (Wiesenhang, Aue) zurück. Es liegt *Fiuhtinwanga (mit Fichten bestandener Wiesenhang) als Ausgangswort vor. Später wurde fälschlicherweise zu fuht (feucht) dissimiliert.
| 814        | 817          | 825        | 983        | 1197       | 1343      | 1595         |
| ---------- | ------------ | ---------- | ---------- | ---------- | --------- | ------------ |
| Fiutuuanga | Fiuhctinwanc | Fiuhtwanga | Vuhtinwanc | Fuchtwangk | Feuhtwank | Feuchtwangen |

## Geschichte

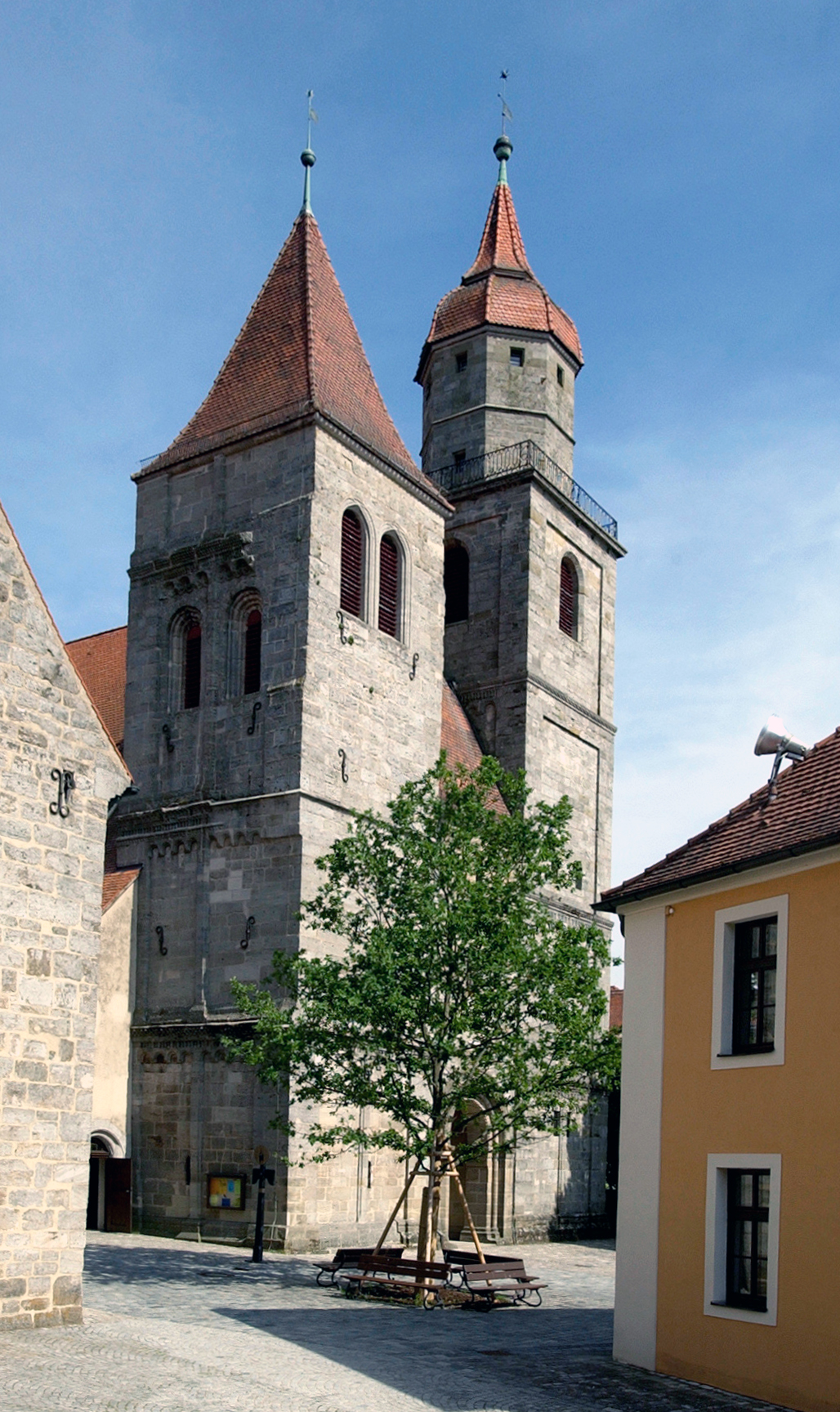
Stiftskirche in Feuchtwangen

### Benediktinisches Reichskloster und nachfolgendes Augustinerchorherren-Stift
Feuchtwangen wurde zusammen mit dem Benediktinerkloster St. Salvator 818/819 erstmals urkundlich erwähnt und damals als „mittelbegüterte“ Reichsabtei bezeichnet. In Folge des desolaten Zustands der Reichsabtei kam das Kloster als Eigenkirche an den Bischof von Augsburg. Unter anderem führte der hl. Ulrich in Feuchtwangen Visitationen durch, da das Kloster das nördlichste im Bistum Augsburg war. Die späteren Zustände im Kloster beschreiben 16 Briefe des gelehrten Mönchs Froumund und des Abtes Wigo aus den Jahren 991 bis 995. Spätestens 1197 war die Umwandlung des Klosters in ein Säkularkanonikerstift mit Augustiner-Chorherren vollzogen. Es war mit zwölf Chorherren und einem Propst besetzt, daneben gab es noch die zugehörigen Stiftsvikarier. Die Kanoniker des Stifts waren keine Mönche, sie lebten in eigenen Häusern, verrichteten aber gemeinsam ihre Chorgebete in der Stiftskirche. Das Stift trat in die rechtliche Nachfolge des Klosters und war mit bedeutendem Besitz, Reliquien und Rechten ausgestattet. Das Stift, seine Interessen und damit die Rechtsposition stand oft im Gegensatz oder Konkurrenz zur Stadt, da das Stift eifersüchtig auf seine Rechte innerhalb und außerhalb der Stadtmauer bedacht war. Durch den reichen Reliquienschatz (es war beispielsweise ein Nagel vom Kreuz Christi bis 1546 vorhanden) war Feuchtwangen in katholischer Zeit Ort bedeutender Wallfahrten.
Diese Reliquie war so bedeutend, dass sie sich im Wappen des Stifts widerspiegelt: Es stellt drei Nägel dar, die für den angeblichen Nagel des Kreuzes Christi stehen.

### Reichsstadt und beide Gemeinwesen

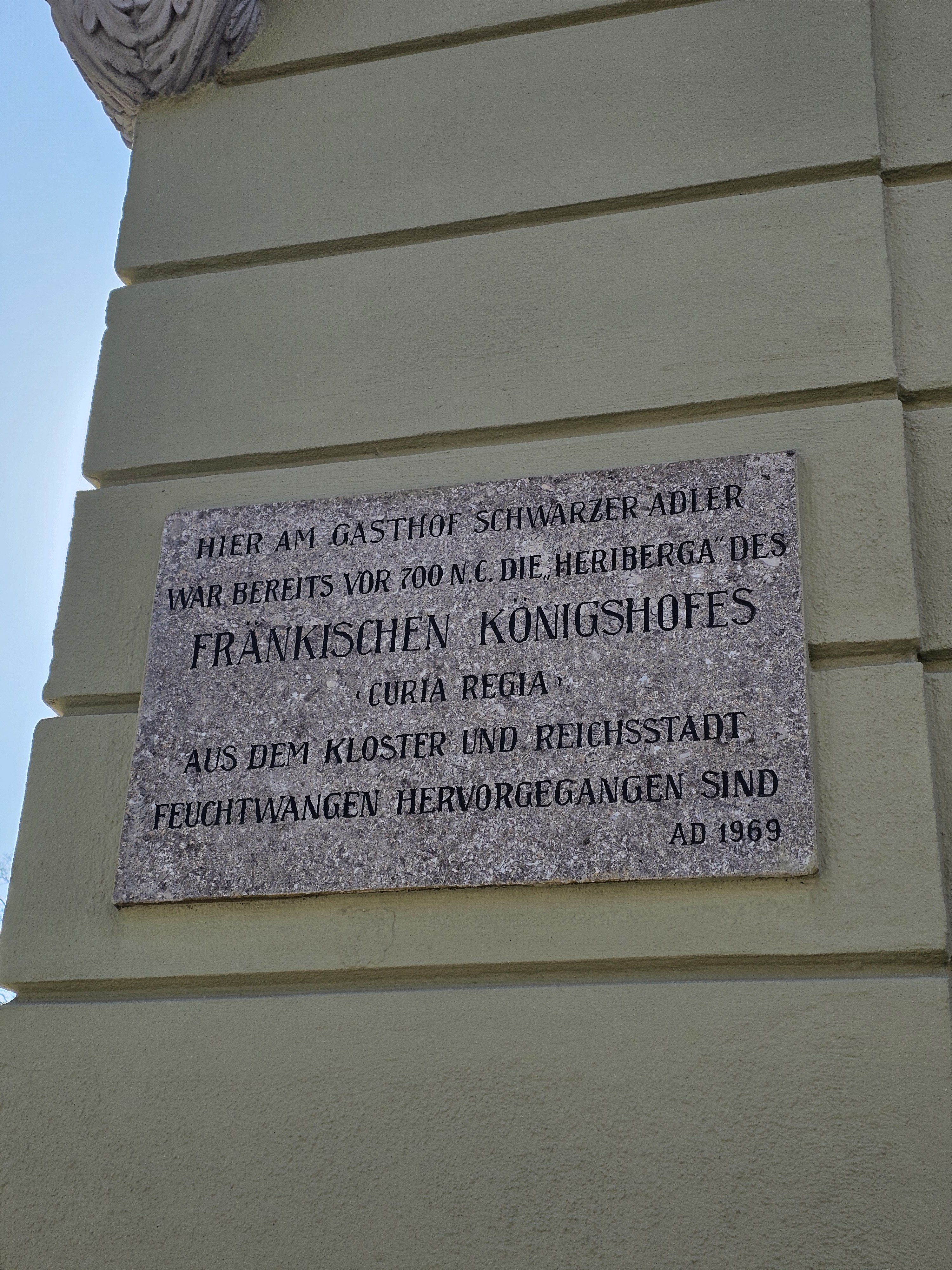
Tafel an der Stelle, an welcher sich der Königshof in Feuchtwangen befunden haben soll

Neben diesem Reichskloster bzw. Stift gab es schon seit frühester Zeit eine dörfliche Niederlassung. Die Stauferkaiser gründeten zwischen 1150 und 1178 die Stadt. Im Jahr 1241 wird Feuchtwangen in der Reichssteuer-Matrikel als Reichsstadt genannt (Item de Fuhtwangen XX mr). Der Ort bestand seit dieser Zeit aus zwei selbst- und eigenständigen Gemeinwesen, der königlichen Reichsstadt südlich der Linie Untere Torstraße – Postgasse und dem Stiftsbereich nördlich davon. Im Jahre 1354 stand an der Spitze dieses erstmals erwähnten Stadtrats ein Bürgermeister, der zusammen mit dem Rat die Vertretung nach außen wahrnahm. Seit 1360 durfte kein Bürger vor ein anderes Gericht, als das des eigenen Amtmanns, geladen werden und damit stand die Stadt ebenbürtig neben anderen Reichsstädten wie Nürnberg, Rothenburg, Ulm oder Dinkelsbühl.
 Mit anderen Reichsstädten wie Rothenburg oder Dinkelsbühl versuchte die Stadt im Schwäbischen Städtebund die gemeinsamen Interessen gegenüber den Fürsten durchzusetzen. Feuchtwangen war durch die günstige Verkehrslage reich geworden und wurde dreimal von Kaisern verpfändet, das letzte Mal zusammen mit dem Stift bzw. der Stiftsvogtei im Jahr 1376 an die Burggrafschaft Nürnberg, die spätere Markgrafschaft Brandenburg-Ansbach. Es gelang nicht mehr, die Stadt freizukaufen. Kein Kaiser löste das Pfand aus und damit endete die reale Reichsfreiheit Feuchtwangens relativ früh. De jure behielt Feuchtwangen bis 1803 den Status einer verpfändeten Reichsstadt. Bis 1819 wurde noch mit dem Reichsadler gesiegelt. Der Reichsadler ist daher als rechtes der beiden Stadtwappen ebenfalls auf der Schauseite des Röhrenbrunnens angebracht.

### Reichsstadt, Verpfändungen bis zur Neuzeit
Dass sich in Feuchtwangen ein städtischer Rat konstituieren konnte, zeigt die Tatsache des Beitritts zum Schwäbischen Städtebund von 1306/1307. Diese lokale Koalition umfasste die Städte Augsburg, Esslingen, Ulm, Reutlingen, Gmünd, Heilbronn, Weil, Wimpfen, Schwäbisch Hall, Marbach, Donauwörth, Sinsheim, Heidolfsheim, Lauingen, Nördlingen, Giengen, Bopfingen, Feuchtwangen, Kirchheim, Burgau und Günzburg. Motiv und Ziel der Gründung der politischen Vereinigung war die Friedenssicherung gegen die erstarkenden lokalen Landesherren, die die aufstrebenden Städte in ihrem Entfaltungsraum versuchten einzuengen. Die Rechtsnatur dieser Interessensgemeinschaft war ein Schwurverband, durch promissorischen Eid der Vertreter der einzelnen Mitglieder. Die Vertreter des Rates der Stadt Feuchtwangen mussten also mit entsprechender Autorisation ausgestattet gewesen sein. Am 16. Oktober 1347 bestätigt Karl IV. dem Grafen Albrecht von Oettingen die Pfandschaften, die er und sein Vater vom Reich gehabt hatten, nämlich die beiden Märkte Aufkirchen und Feuchtwangen. Wie lange die Verpfändung an die Grafen von Oettingen dauerte, ist nicht bekannt, auch nicht die Modalitäten zur Auslösung. Das Urkundenbuch der Hohenlohe im Archiv zu Öhringen weist auf eine Urkunde vom 7. August 1324, wonach König Ludwig an Gottfried et Cunrad de Hohenloh seine Stadt Feuchtwangen um 500 Pfund Heller verpfändet. Von Kaiser Ludwig muss die Stadt also zweimal verpfändet worden sein. Über die Art und Weise der Auslösung ist in diesem Fall ebenfalls nichts überliefert. Einen Wendepunkt in der Stadtgeschichte stellt die Verpfändung vom 23. April 1376 von Stadt und Vogtei des Stifts durch Kaiser Karl IV. für 5000 fl. an seinen Schwager den Burggrafen von Nürnberg dar. Ein kaiserlicher Pfandbrief beinhaltete in der Regel, dass die Bewohner nicht mit neuen Pflichten beschwert werden durften, was vom Pfandnehmer zu beachten war und mit Strafe geahndet werden konnte. Ein entsprechender Passus war in der Verpfändung von 1376 aber nicht enthalten. Dieser Mangel wird auf ausdrückliches Bitten des Rates der Stadt am 9. März 1380 korrigiert. Diese Urkunde ist von rechtlicher Signifikanz, da sie aufzeigt, dass der Status der Reichsstadt durch die Verpfändung nicht verloren ging. Am 6. November 1376 bestätigt Bischof Burkart von Augsburg dem Burggrafen Friedrich von Nürnberg die Pflege und Annahme des Stiftes zu Feuchtwangen. Am 11. August 1406 kam es zu einer weiteren Verpfändung durch den römisch-deutschen König Ruprecht. Er verpfändete seine Reichsstadt und die Reichsvogtei zum zweiten Mal an die Burggrafen von Nürnberg (Burggraf Friedrich) mit gravierender Erweiterung des Pfandbereichs. Der Pfandbereich umfasste ab diesem Zeitpunkt alle Nutznießungs-, Gebrauchs- und Belastungsrechte. Das Privileg vom 9. März 1380 war damit außer Kraft gesetzt worden und die beiden Rechtsgebilde der Stadt und des Stifts waren nun der Willkür des Pfandgläubigers ausgeliefert. Die Aus- bzw. Ablösung der Pfandschaft war zeitlich unbegrenzt festgesetzt. Eine Auslösung war so noch nach Jahrhunderten möglich: Die Pfandauslösung von Landau erfolgte beispielsweise erst durch Kaiser Maximilian I. 1517, die Verpfändung war jedoch schon im Jahr 1324 durch Ludwig d. B. erfolgt. Da für Feuchtwangen keine Ab- bzw. Auslösung vorlag bzw. vorliegt, hat es (fast bis zum Ende des Heiligen Römischen Reiches) den Status einer verpfändeten Reichsstadt behalten. Wirtschaftlich war es jedoch zu einer brandenburgisch-ansbachischen Landstadt abgestiegen. Gesiegelt wurde bis 1819 noch mit dem rechtsschauenden Adler für die „Vogtei auf dem Lande“.
Zu Beginn des 14. Jahrhunderts wurde die Stadt an die Grafen von Oettingen (die Nachfolger der Grafen von Greisbach) verpfändet und dieses 1347 urkundlich ausdrücklich bestätigt. Feuchtwangen musste jedoch in nachfolgender Zeit wieder pfandfrei gegeben werden. Ab dem Jahr 1331 war die jährliche Reichssteuer auf 100 fl. festgesetzt, die der neue Pfandherr auf 200 fl. erhöhte. Er verzichtete aber dann generös auf die Zahlung zugunsten des Neubaus der Stadtmauer. Die runde Stadtbefestigung hatte drei Tore, einen Durchlass im Norden (heutige Jahnstraße im Bereich der Altstraße zur Sulzachfurt hin), neun kleine runde und drei dreieckige Mauertürme dazu zwei große Rundtürme und zwei Wassergräben vor dem unteren Tor. Zwischen diesen beiden großen Türmen, dem Bürger- und Faulturm, springt ein Mauerstück aus, die sogenannte öttingische Veste, sie hat also schon vor 1400 bestanden. Der regelmäßige Verlauf der Stadtmauer (Bauzeit von 1395 bis 1430) weist die Errichtung in einem Zuge aus. 1407 erteilt der Bischof von Augsburg die Genehmigung des Abbruchs von Teilen der Kirchhofmauer, noch aus der Klosterzeit stammend, zu Gunsten des Baus der Stadtmauer. Der Stiftsbereich war selbst baulich eingefriedet und das letzte Stiftsmauerstück fiel 1488, als die Maur des Kichhoffs gen den Markt mit dem Thor und Thur niedergelegt wurde. Nach Aufhebung des Stiftes lebten die Rechte und Freiheiten, teilweise noch vom Kloster her stammend, noch Jahrhunderte weiter, wie zum Beispiel das der Immunität und als Freiung noch bis 1716 bestehend.
 Nach der Zerstörung der Stadt durch den Schwäbischen Städtebund 1388 wurden um 1400 beide Teile Feuchtwangens mit einer gemeinsamen Mauer umgeben, was die Verschmelzung zu einer Gemeinschaft begünstigte. Die Stadt wurde Sitz eines markgräflich ansbachischen Oberamtes und Ort verschiedener Märkte, dadurch behielt sie ihre Bedeutung und blühte im 15. und 16. Jahrhundert wieder auf. Die Unruhen des Bauernkrieges 1525 ermöglichten die Einführung der Reformation, was 1533 in der gesamten Markgrafschaft geschah. Das Stift wurde 1563 eingezogen, und seine bedeutenden Besitzungen von den Markgrafen für private Zwecke oftmals missbraucht. In diesem Zuge ging auch das Vermögen der Pfarrei verloren, da diese durch die Stiftsherren dem Stift inkorporiert werden konnte.
Der Schmalkaldische Krieg war es, der Feuchtwangen an den Rand des Verderbens brachte. Am Sonntag, den 30. November 1546 erschien Graf Büren zwischen acht und neun Uhr und begehrte unverzüglichen Einlass in die Stadt. Alle befanden sich zum Unglück in der Kirche und zugleich auch der Bürgermeister Karl Döhler, der die Schlüssel der Tore bei sich trug und durch den Einmarsch der Truppen den Gottesdienst nicht unterbrechen lassen wollte. Unter Drohungen wurde die Öffnung der Tore wiederholt gefordert, noch verhandelte man hierüber und suchte Aufschub bis zur Rückkehr des inzwischen nach Ansbach abgesandten Eilboten zu gewinnen, als plötzlich der Kaiser selbst erschien. Entrüstet befahl er, die Tore sofort zu öffnen, es fand aber niemand die Schlüssel. Der Kaiser verlangte nach dem Bürgermeister, um ihn aufhängen zu lassen. Von einigen Soldaten jedoch gewarnt, verschlupfte sich dieser, und behielt die Schlüssel in der Angst des Herzens aber in der Tasche. Da wurden zwei Tore gewaltsam aufgeschlagen, am Eingang vier Bürger niedergestochen, die Häuser zur Plünderung frei gegeben, die Kirchen wurden ausgeraubt und die Reliquien zertrümmert, die Urkunden zerrissen, die Papiere und Akten den Pferden unter die Hufe gestreut. Die Niederbrennung der Stadt wurde nach der Plünderung anberaumt. Da kam endlich Markgraf Albrecht mit den nachziehenden Truppen heran, er erbarmte sich der Stadt, deren Regent er bald zu werden hoffte, und bat um Schonung beim Kaiser. So wurde Feuchtwangen vom Untergang gerettet und auch sein Bürgermeister kam glücklich davon. Die ersten Schrecken der Plünderung waren überstanden, da suchten die unglücklichen Bürger zusammen, was auf die Straßen gestreut worden war, und was noch einigermaßen zu gebrauchen oder wiederherzustellen war. Am leichtesten ging dieses mit dem heiligen Nagel vom Kreuze Jesu, den die Spanier mitgenommen hatten: Dekan Dietrich schickte zum Schlosser, und ließ einen neuen machen. Die Urkunden aber waren verloren und sie sind der beklagenswerteste Verlust, den die Stadt damals erlitt.
Der Dreißigjährige Krieg brachte Elend und Not vor allem durch die Plünderungen der Soldateska Tillys im Jahre 1631. 1632 und 1634 nahmen Schweden und Kaiserliche mit, was an Besitz noch vorhanden war. Es dauerte Jahrzehnte, bis sich Stadt und Umland wieder erholten. Zur Erholung trugen auch die zahlreichen evangelischen Glaubensvertriebenen (Exulanten) aus Österreich bei, die im Feuchtwanger Raum nach dem Krieg eine neue Heimat fanden.
Im Bericht des Oberamtes Weinsberg vom 18. Juni 1760 wird bemängelt, dass der Postwagen bereits vor 1754 ohne Konzession gelaufen sei und im Vertrag von 1761 wird festgelegt, dass der Postwagen von Nürnberg über Feuchtwangen nach Hall und durch das Hohenlohische weiter nach Heilbronn und Durlach geführt wird. Die Konzessionen wurden alle 30 Jahre erneuert. Heute noch zeugt der damalige Posthof zum Storchen (jetzt Hotel Post) als größtes profanes Gebäude am Marktplatz von der Bedeutung, zugleich war er Fürstenherberge und kaiserliche Posthalterei.
Bis 1791 blieb Feuchtwangen brandenburgisch-ansbachische Oberamtsstadt, die ab 1500 im Fränkischen Reichskreis lag. Der letzte kinderlose Markgraf Carl Alexander trat sein Land an das Königreich Preußen ab. Durch die neue preußische Organisation des Fürstentums wurden aus den ansbachischen Oberämtern Crailsheim und Feuchtwangen der Crailsheimer Kreis gebildet; es folgte in diesem Zuge die Gewaltenteilung durch die Trennung von Verwaltung und Justiz eingeführt. Mit Patent des preußischen Königs vom 19. November 1795 und der Instruktion für sämtliche Stadtgerichte, Justizämter und Patrimonialgerichte des Fürstenthums Ansbach vom 11. Juni 1797 wurden die Regelungen konkretisiert und die Justizämter eingerichtet. Im Crailsheimer Kreis gab es dann die Justizämter Crailsheim und Feuchtwangen sowie das Stadtgericht Crailsheim. Im Jahr 1805 kam es zum dritten Koalitionskrieg gegen Frankreich. Beim Marsch nach München hatte der General Bernadotte die Neutralität des zu Preußen gehörenden Fürstentums Ansbach verletzt.
Im Vertrag von Schönbrunn vom 15. Dezember 1805 musste Preußen das Fürstentum Ansbach-Bayreuth im Tausch gegen das Kurfürstentum Hannover an Frankreich abgeben. Am 1. Januar 1806 kam das Fürstentum schließlich an das neue Königreich Bayern. Bayern führte eine neue Verwaltungsgliederung ein: aus dem Crailsheimer Kreis wurden die als Landgericht bezeichneten Kreise Gerhardsbronn (heute Gerabronn), Crailsheim und Feuchtwangen gebildet, aus denen sich später die Landkreise bildeten, so auch der Landkreis Feuchtwangen. Teile des Crailsheimer Kreises gingen auch an das neugebildete bayerische Landgericht Dinkelsbühl, die alle zum neu gebildeten Rezatkreis (aus dem später Mittelfranken wurde) des Königreich Bayern gehörten. Aus dem Landgericht entstanden später das Bezirks-(Landrats-)amt und das Amtsgericht. Durch den Grenzvertrag zwischen dem Königreich Bayern und dem Königreich Württemberg vom 18. Mai 1810 kamen die bayerischen Landgerichte Gerabronn und Crailsheim sowie kleine Teile der Landgerichte Dinkelsbühl und Feuchtwangen zu Württemberg und die westlichen Orte von Feuchtwangen wurden dadurch Grenzgebiet.
Mit dem Gemeindeedikt (frühes 19. Jahrhundert) wurde der Steuerdistrikt Feuchtwangen gebildet. Zu diesem gehörten Ameisenbrücke, Fallhaus, Schleifmühle und Ziegelhütte. Zugleich entstand die Munizipalgemeinde Feuchtwangen, die deckungsgleich mit dem Steuerdistrikt war. Sie war in Verwaltung und Gerichtsbarkeit dem Landgericht Feuchtwangen und in der Finanzverwaltung dem Rentamt Feuchtwangen zugeordnet (1919 in Finanzamt Feuchtwangen umbenannt). Ab 1862 gehörte Feuchtwangen zum Bezirksamt Feuchtwangen (1939 in Landkreis Feuchtwangen umbenannt) und von 1943 bis 1973 zum Finanzamt Dinkelsbühl, seit 1973 zum Finanzamt Ansbach. In der Gerichtsbarkeit blieb das Landgericht Feuchtwangen zuständig (1879 in Amtsgericht Feuchtwangen umbenannt), seit 1973 ist es das Amtsgericht Ansbach. Die Gemeinde hatte bis zur Gebietsreform eine Gebietsfläche von 7,523 km².
In der langen Friedenszeit des 19. Jahrhunderts veränderte sich das Gesicht der Stadt stark. Der untere Torturm wurde ebenso wie andere Teile der Stadtbefestigung abgerissen. Das südlich gelegene Spitaltor brannte 1811 ab und wurde eingelegt. Durch eine ca. elf Kilometer lange Strecke wurde die Stadt an die Bahnstrecke Nürnberg–Crailsheim bei Dombühl angeschlossen, für deren Grunderwerb die Stadt bedeutende Summen aufbrachte. Dennoch stagnierte die Entwicklung im 19. und 20. Jahrhundert bis zum Zweiten Weltkrieg. Während manche Gemeindeteile Feuchtwangens im Zweiten Weltkrieg Schäden erlitten, blieb die Kernstadt selbst verschont.
Ein erneuter Aufschwung setzte in der Nachkriegszeit durch den Zuzug vieler Heimatvertriebener ein. Seit 1961 war Feuchtwangen Bundeswehrstandort. In der 1997 aufgegebenen Hochmeister-Kaserne waren Fernmeldeabteilungen der Luftwaffe stationiert.
Durch die Gemeindegebietsreform verlor die Stadt ihre Funktion als Ämterstadt. Sie ist heute durch den Zusammenschluss mit zehn umliegenden Gemeinden eine der zehn nach Fläche größten Städte Bayerns. 1999 bezog die Bayerische Bauakademie, eine Fortbildungseinrichtung des Bayerischen Bauhandwerks, das ehemalige Kasernengelände. Im Jahr 2000 wurde die staatliche Spielbank Feuchtwangen eröffnet. 2019 war sie von den neun bayerischen Spielbanken ertragsseitig mit 16 Millionen Euro Bruttospielerträgen der zweitstärkste Standort.

### Religion/Konfession
Daten des Zensus 2011:
- 68,3 % evangelisch
- 20,0 % katholisch
- 11,7 % sonstige

Bereits im Mittelalter bestand eine jüdische Gemeinde in Feuchtwangen und in der Neuzeit bis 1938. Schon in der zweiten Hälfte des 13. Jahrhunderts lassen sich Juden in der Stadt belegen: nach 1340 sind Wolflin von Bamberg und Selmlin von Eggolsheim als Geldverleiher in der Stadt tätig. 1348/49 wurden auch Juden aus Feuchtwangen bei der Judenverfolgung in der Pestzeit ermordet. In den folgenden Jahrhunderten gibt es zunächst nur einzelne Belege; so wird 1447 ein Feuchtwanger Jude in Nördlingen beerdigt. Im Jahr 1555 mussten die Juden Feuchtwangen verlassen, beziehungsweise erhielten sie keine Verlängerung der Aufenthaltserlaubnis mehr. 1599 wohnte noch oder wieder ein Jude im Ort. Eine neue Gemeinde konnte im Laufe des 17. Jahrhunderts entstehen, die zeitweise einen eigenen Rabbiner hatte. Den Juden der Stadt drohte 1656 wegen eines angeblich von Juden getöteten Christenkindes Unheil, jedoch wurden die Denunzianten der Unwahrheit überführt und die Juden erhielten ein Unschuldszeugnis. Im Jahr 1714 wohnten 18 jüdische Familien in der Stadt. In der Museumsstraße 19 wurde die Synagoge mit einem Schulraum für den Religionsunterricht und einem rituellen Bad erbaut und im Jahr 1833 eingeweiht. Die Beisetzung der Toten der Gemeinde erfolgte auf dem Friedhof in Schopfloch. Von 1841 bis 1879 war die jüdische Gemeinde in Feuchtwangen dem Bezirksrabbinat in Schopfloch, danach dem Rabbinatsbezirk Ansbach zugeteilt.
Im Jahr 1933 lebten 39 jüdische Personen in Feuchtwangen (1,6 % von 2370 Einwohnern). Beim Novemberpogrom 1938 wurde die Synagoge von SA-Männern geschändet und niedergebrannt, später dann abgebrochen. Die Ausschreitungen und die Folgen des wirtschaftlichen Boykotts waren die Ursache, dass bis 1938 alle jüdischen Einwohner die Stadt verließen. Der Neubau des Fränkischen Museums steht heute auf dem Platz des Synagogenareals; seit 1984 erinnert daran eine Gedenktafel am Gebäude.

### Eingemeindungen
Im Rahmen der Gemeindegebietsreform in den 1970er Jahren erfolgten folgende Eingemeindungen:
| Ehemalige Gemeinde | Einwohner (1970) | Datum          | Anmerkung |
| ------------------ | ---------------- | -------------- | --- |
| Aichau             | 710              | 1. Januar 1972 | Eingliederung von 524 der 710 Einwohner (mit Jakobsmühle, Löschenmühle, Oberahorn, Thürnhofen und Unterahorn), Umgliederung von 89 Einwohnern nach Wieseth, Umgliederung von 88 Einwohnern nach Herrieden, Umgliederung von 9 Einwohnern nach Dentlein am Forst |
| Aichenzell         | 486              | 1. Januar 1972 | mit Esbach, Hammerschmiede, Herrnschallbach, Höfstetten, Kaltenbronn, Mögersbronn, Sommerau, Überschlagmühle, Walkmühle, Winterhalten und Zehdorf |
| Banzenweiler       | 301              | 1. Juli 1971   | mit Bieberbach, Georgenhof, Jungenhof, Krebshof, Krobshausen, Leiperzell, Oberransbach, Oberrothmühle, Poppenweiler, Unterransbach, Unterrothmühle und Weiler am See                                                                                            |
| Breitenau          | 768              | 1. Januar 1972 | mit Gehrenberg, Ratzendorf, Sperbersbach, Ungetsheim, Zischendorf und Zumhaus |
| Dorfgütingen       | 542              | 1. Januar 1972 | mit Archshofen, Bonlanden, Böhlhof, Bühl, Dornberg, Krobshäuser Mühle, Neidlingen und Rödenweiler |
| Heilbronn          | 457              | 1. Januar 1972 | mit Herbstmühle, Lichtenau, Metzlesberg, Rißmannschallbach, Wüstenweiler und Zumberg |
| Krapfenau          | 473              | 1. Juli 1971   | mit Bernau, Eschenlach, Hainmühle, Koppenschallbach, Krapfenauer Mühle, Lotterhof, Oberlottermühle, Schönmühle, St. Ulrich, Unterlottermühle, Volkertsweiler, Wehlmäusel und Weikersdorf                                                                        |
| Larrieden          | 310              | 1. Januar 1972 | mit Heiligenkreuz, Oberhinterhof und Unterhinterhof |
| Mosbach            | 639              | 1. Januar 1972 | mit Bergnerzell, Kühnhardt am Schlegel, Reichenbach, Seiderzell und Tribur |
| Vorderbreitenthann | 561              | 1. Januar 1972 | mit Charhof, Charmühle, Glashofen, Hinterbreitenthann, Oberdallersbach, Steinbach, Tauberschallbach, Unterdallersbach und Wolfsmühle |

### Einwohnerentwicklung
Im Zeitraum von 1988 bis 2018 stieg die Einwohnerzahl von 10.679 auf 12.452 um 1773 Einwohner bzw. um 16,6 %. Im Oktober 2023 wurde die Anzahl von 13.000 Einwohnern erreicht und am 25.10.23 mit 13.002 angegeben.
Gemeinde Feuchtwangen
| Jahr      | 1818   | 1840   | 1852   | 1861   | 1867   | 1871   | 1875   | 1880   | 1885   | 1890   | 1895   | 1900   | 1905   | 1910   | 1919   | 1925   | 1933   | 1939   |
| Einwohner | 2068   | 2240   | 2312   | 2180   | 2345   | 2392   | 2535   | 2711   | 2468   | 2372   | 2355   | 2385   | 2428   | 2486   | 2327   | 2339   | 2370   | 2380   |
| Häuser    | 382    | 306    |        |        |        | 385    |        |        | 370    | 391    |        | 379    |        |        |        | 452    |        |        |
| Quelle    | [ 25 ] | [ 27 ] | [ 37 ] | [ 38 ] | [ 39 ] | [ 40 ] | [ 41 ] | [ 42 ] | [ 43 ] | [ 44 ] | [ 37 ] | [ 45 ] | [ 37 ] | [ 46 ] | [ 37 ] | [ 47 ] | [ 37 ] | [ 37 ] |
|           |        |        |        |        |        |        |        |        |        |        |        |        |        |        |        |        |        |        |
| Jahr      | 1946   | 1950   | 1961   | 1970   | 1987   | 1995   | 2005   | 2015   |        |        |        |        |        |        |        |        |        |        |
| Einwohner | 3713   | 3848   | 4507   | 5597   | 10603  | 12006  | 12225  | 12238  |        |        |        |        |        |        |        |        |        |        |
| Häuser    |        | 486    | 743    |        | 2724   |        |        | 3338   |        |        |        |        |        |        |        |        |        |        |
| Quelle    | [ 37 ] | [ 48 ] | [ 28 ] | [ 49 ] | [ 50 ] |        |        | [ 51 ] |        |        |        |        |        |        |        |        |        |        |

Ort Feuchtwangen
| Jahr      | 001818 | 001840 | 001861 | 001871 | 001885 | 001900 | 001925 | 001950 | 001961 | 001970 | 001987 |
| Einwohner | 2029   | 2200   | 2180   | 2366   | 2443   | 2369   | 2325   | 3829   | 4489   | 5570   | 5778   |
| Häuser    | 382    | 306    |        |        | 364    | 376    | 448    | 483    | 739    |        | 1503   |
| Quelle    | [ 25 ] | [ 27 ] | [ 38 ] | [ 40 ] | [ 43 ] | [ 45 ] | [ 47 ] | [ 48 ] | [ 28 ] | [ 49 ] | [ 50 ] |

## Politik

### Stadtrat
Die Gemeinderatswahl vom 15. März 2020 ergab folgende Zusammensetzung des Gemeinderats:
| Parteien und Listen      | Parteien und Listen                         | Stimmenanteil | Sitze |
| ------------------------ | ------------------------------------------- | ------------- | ----- |
| CSU                      | Christlich Soziale Union                    | 40,39 %       | 10    |
| SPD                      | Sozialdemokratische Partei Deutschlands     | 12,73 %       | 03    |
| Grüne                    | Grüne – Wir für Feuchtwangen                | 20,06 %       | 05    |
| UBF                      | Unabhängige Bürgerschaft Feuchtwangen       | 16,49 %       | 04    |
| WwW                      | Wir wollen Wandel – Stimme für Feuchtwangen | 10,33 %       | 02    |
| Gesamt                   | Gesamt                                      | 100 %         | 24    |
| Wahlbeteiligung: 57,69 % |                                             |               |       |

### Bürgermeister
Bei der letzten Kommunalwahl am 15. März 2020 wurde Patrick Ruh (CSU) mit 51,4 % der abgegebenen Stimmen erneut zum Bürgermeister gewählt. Zweiter Bürgermeister ist Walter Soldner (FW). Der dritte Bürgermeister ist Herbert Lindörfer (CSU).

### Wappen und Flagge
Wappen
| Wappen von Feuchtwangen | Blasonierung: „in Silber auf grünem Boden eine grüne Fichte.“ |
| Wappen von Feuchtwangen | Wappenbegründung: Die Fichte steht redend für den Ortsnamen: „ein mit Fichten bestandenes Feld“. Seit 1819 führt die Stadt als einziges Wappen die Fichte. Das Wappen mit der grünen Fichte auf silbernen Hintergrund gab es auch mit einem Dreiberg (z. B. als Zinngießerpunze). Als Zeichen des Stadtrechts war das Fichte-Wappen zeitweise mit einem bekrönenden Mauerkranz versehen. |

Neben den heute alleinig geführten Fichte-Wappen existieren noch zwei weitere:
1. Vom 14. bis 19. Jahrhundert war der schwarze Reichsadler das erste Stadtzeichen, die Fichte war ursprünglich das zweite Wappen der Stadt als Zeichen des äußeren Rats und des Stadtgerichts. Das Fichtenwappen ist nun seit 1819 das einzige Wappen. Das Wappen/Siegel mit dem Reichsadler stand für die „Vogtei auf dem Lande“, einem Rechts- und Verwaltungsbezirk von Reichsgut um Feuchtwangen, dessen Entstehung schon in karolingischer Zeit angesetzt werden kann. Der Adler war jahrhundertelang das erste Feuchtwanger Stadtwappen.
2. Das Wappen des eigenständigen Chorherrenstiftes Feuchtwangen stellt drei Nägel dar, die für den angeblichen Nagel des Kreuzes Christi stehen, der bis 1546 am Stift aufbewahrt wurde und Ziel einer bedeutenden Wallfahrt war (Abbildung aus J. Siebmachers großes Wappenbuch Band 1, 5. Abt., II. Reihe: Die Wappen der Klöster. Tafel 2. – Nürnberg 1882 und Reprint in Band 8. – Neustadt/Aisch 1976).[10]

Flagge
Die Gemeindeflagge ist grün-weiß.

### Städtepartnerschaften
- Italien: Lana in Südtirol
- Frankreich: Morhange in Lothringen
- Volksrepublik China: Jingjiang in Jiangsu

## Kultur und Sehenswürdigkeiten

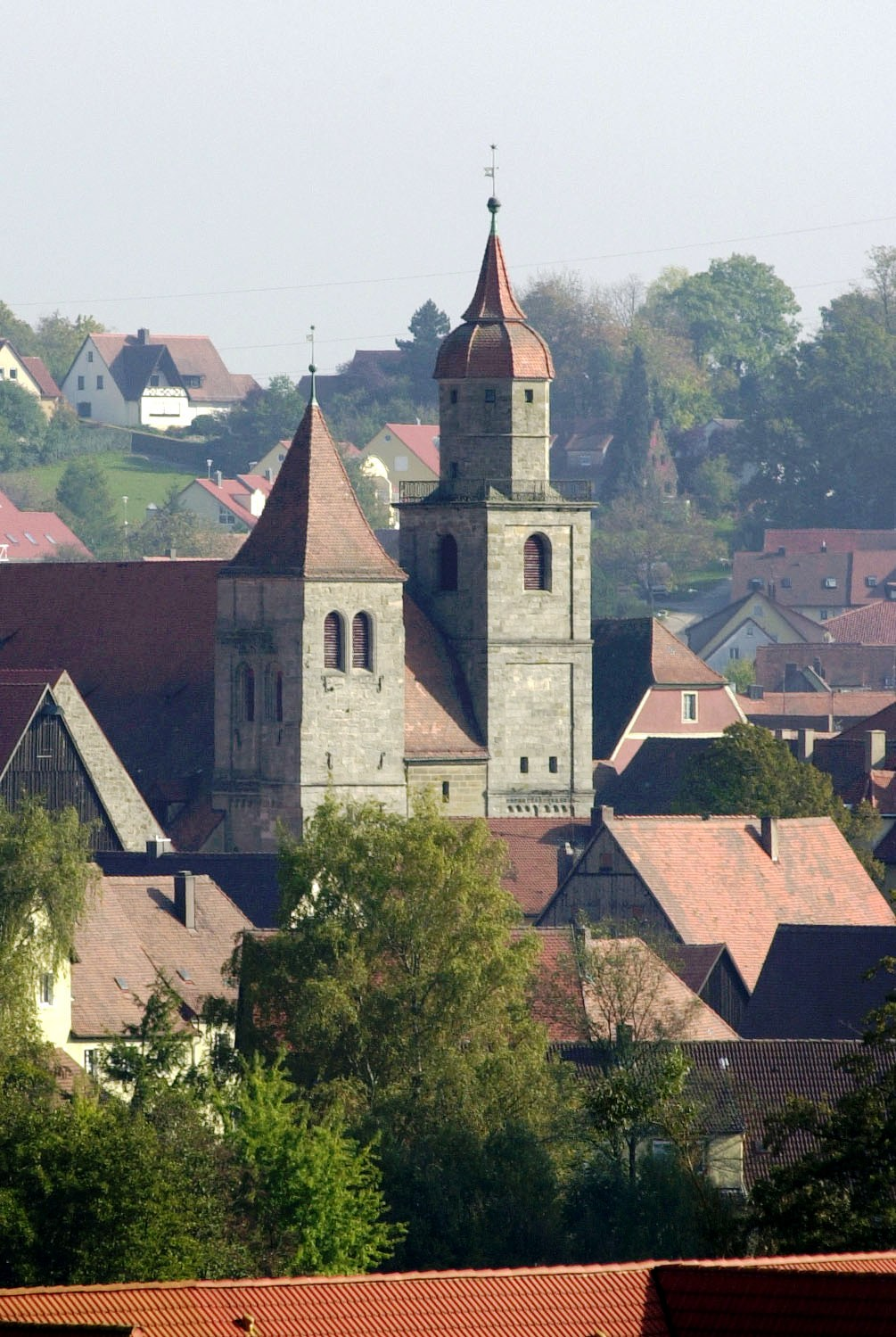
Stiftskirche

### Die historische Altstadt
Am bekanntesten ist der Marktplatz, den der Kunsthistoriker Georg Dehio in seinem Standardwerk zur Kunstgeschichte als „Festsaal Frankens“ bezeichnet hat.

Alte Postkartenansicht des Marktplatzes

Der eiserne Röhrenbrunnen von 1727 am Marktplatz trägt eine Statue der Minerva als Beschützerin von Handwerk und Gewerbe. Auf einzelnen Feldern sind die Wappen des Ansbacher Markgrafen, das württembergische Wappen als Kennzeichen für die Eisenhütte in Königsbronn und die beiden Stadtwappen Reichsadler und Fichte dargestellt (alle Wappen-Tafeln sind doppelt vorhanden).
Die ehem. Stiftskirche, mit romanischen Resten und späteren Erweiterungen, steht auf dem Platz der ehemaligen Klosterkirche der Benediktiner bzw. der Augustiner-Chorherren mit einem Altar aus der Werkstatt von Michael Wolgemut. Ursprünglich war sie eine flachgedeckte, dreischiffige Basilika, bedingt durch die Umbauten der Jahrhunderte ist jedoch (bis auf das nicht mehr originale Westwerk) von diesem Eindruck nichts mehr erhalten.
Die Johanniskirche ist die Pfarrkirche des Ortes.
Der romanische Kreuzgang dient als Kulisse für das Freilichttheater der Kreuzgangspiele. Einzelne Teile stammen vermutlich aus der zweiten Hälfte des 12. Jahrhunderts.

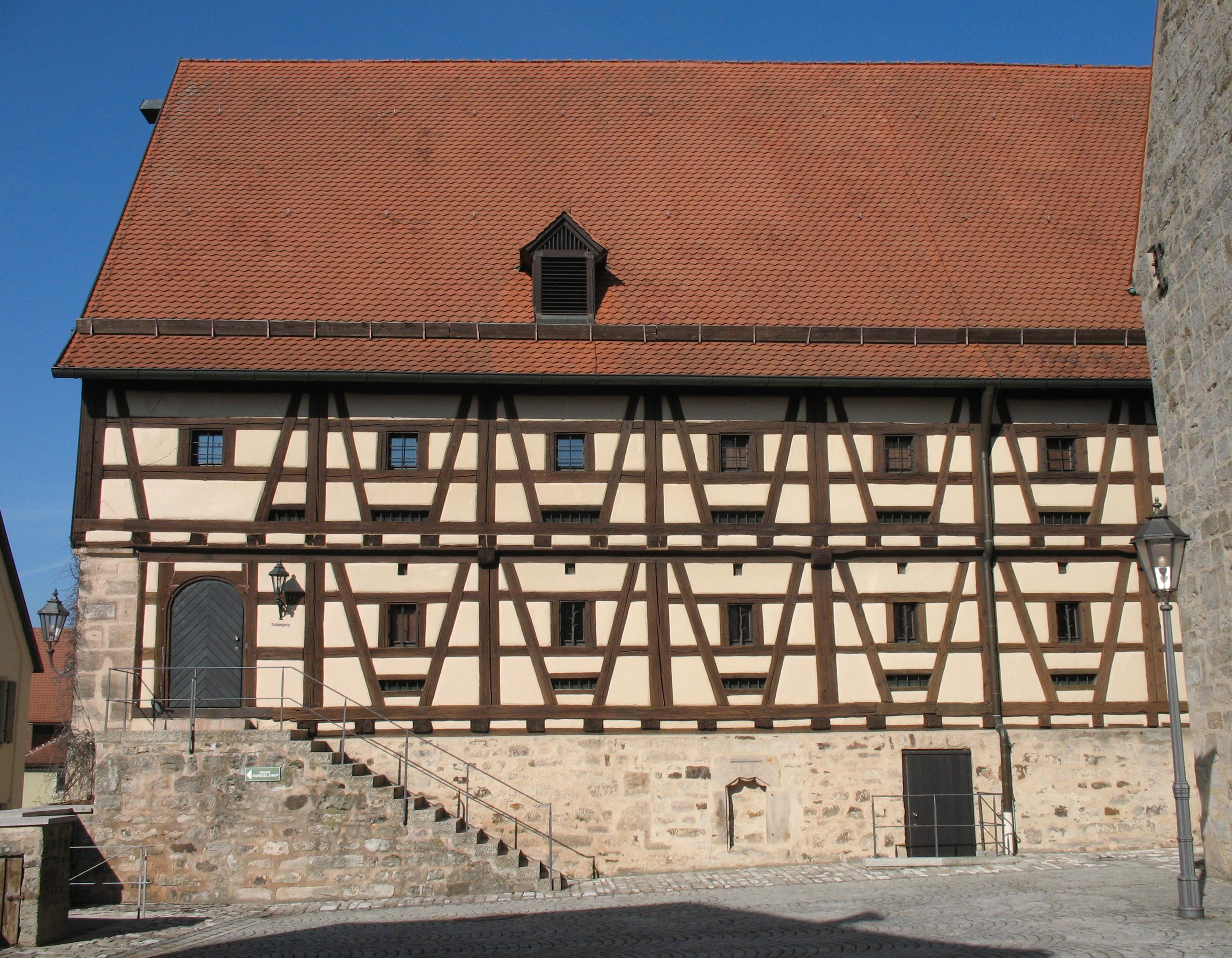
„Kasten“

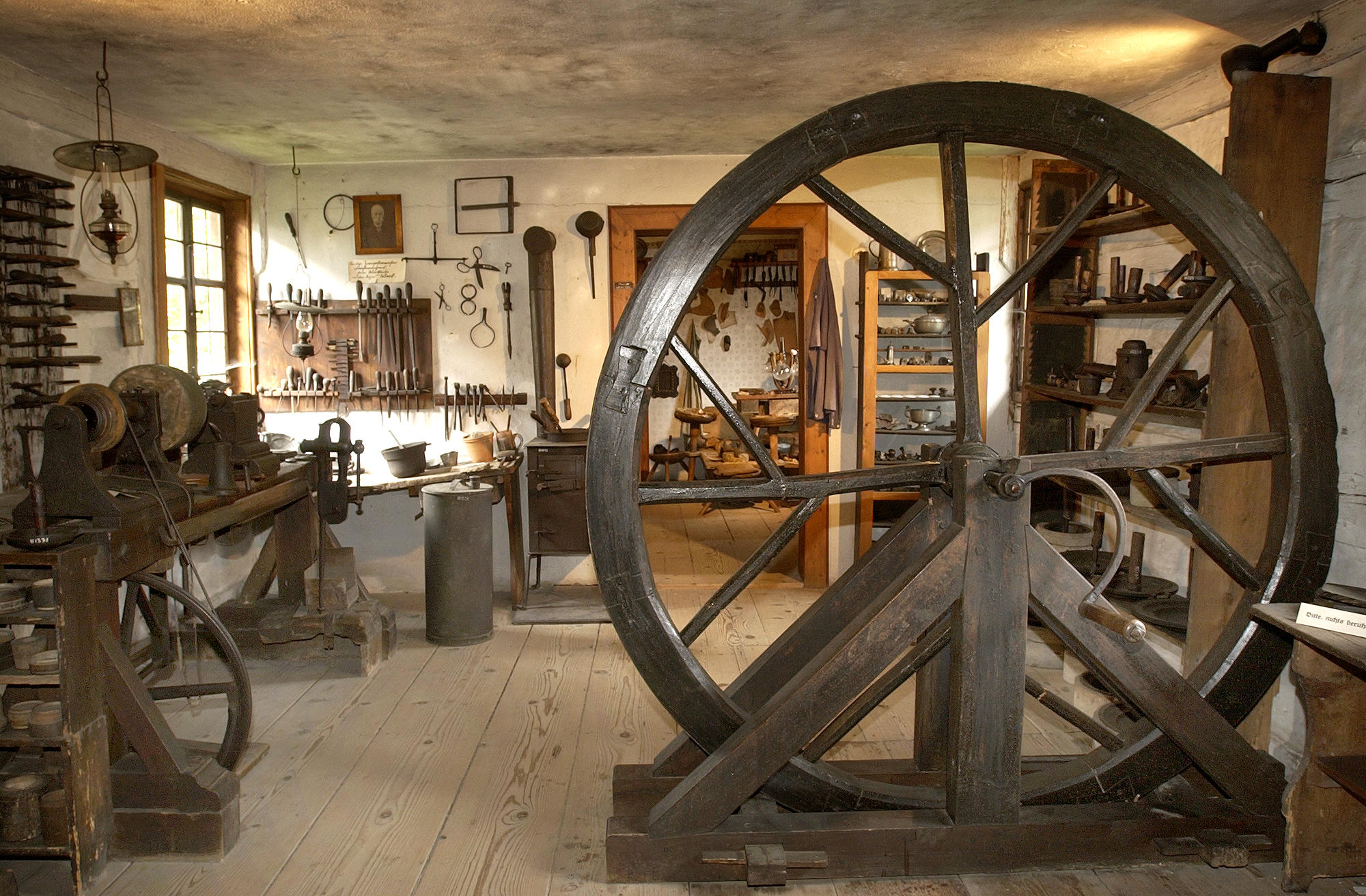
Feuchtwanger Handwerkerstuben

Erhalten geblieben sind nur Teile des Stadtmauerrings aus der Zeit um 1400 mit Resten von Wehrtürmen, hauptsächlich an Stellen, an denen Häuser an die Innenseite der Stadtmauer gebaut wurden.

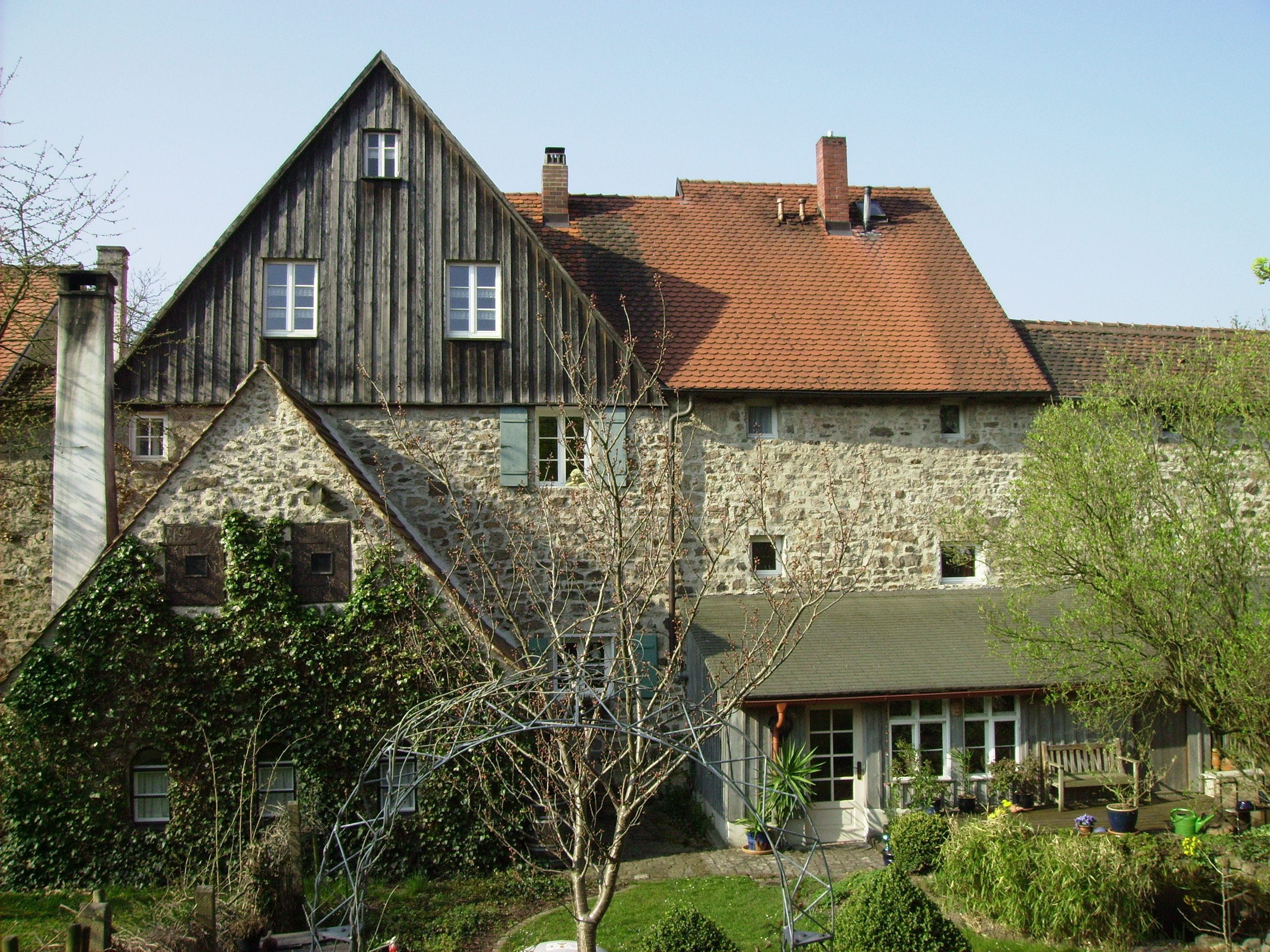
Stadtmauerpartie im NO der Altstadt

Sehenswert sind die an den Marktplatz sich anschließenden Straßenzüge mit Museumsstraße, Untere Torstraße, Hindenburgstraße, Bärmeyerplatz u. a., ebenso die malerischen Gassen an der Stadtmauer mit ihren Handwerker- und Ackerbürgerhäusern, die fast immer die Stadtmauer als Hausrückwand benutzen, z. B. Vorderer und Hinterer Spitzenberg, Hirtengasse, Gerbergasse, Webergasse, Jahnstraße.
In der kleinen Galerie im Forstamtsgarten gibt es wechselnde Ausstellungen von zahlreichen Freizeitkünstlern.
Das Obere Tor in der Hindenburgstraße ist das einzig erhaltene von ehemals drei Stadttoren. Es wurde im 19. Jahrhundert in ein biedermeierliches Torhaus umgewandelt. Das Untere Tor musste 1869 bereits dem wachsenden Verkehrsaufkommen weichen, das Spitaltor stürzte nach einem Brand 1811 ein und wurde abgetragen.
Der „Kasten“ neben der Johanniskirche ist ein stattlicher Fachwerkbau, 1565 vom Verwalter Johannes Hufnagel erbaut, diente zur Aufnahme der Naturalabgaben der Stiftsgüter des 1563 aufgehobenen Stifts für die markgräfliche Regierung. Er steht auf den Fundamenten des alten Karners, an Stelle der Borkirche, der abgetragenen Peter- und Pauls-Kapelle. Nach einem Umbau wird er seit 1982 als Stadthalle genutzt.

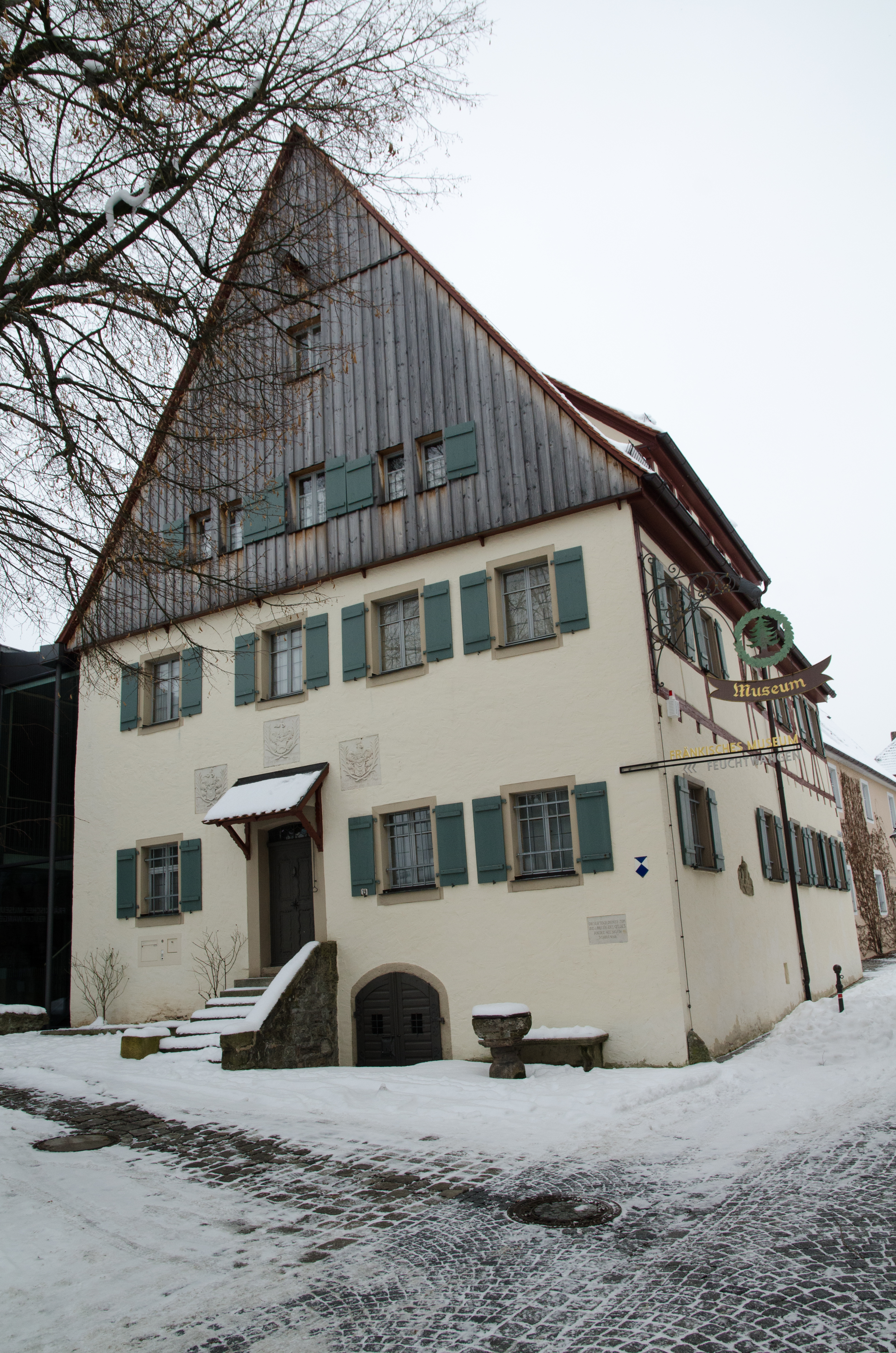
Fränkisches Museum

Auf dem Taubenbrünnlein ist die Sage der Gründung der Stadt durch Karl den Großen dargestellt: Kaiser Karl der Große, gest. 814, jagte wenige Jahre vor seinem Tode in hiesiger Gegend. Er verirrte sich im Wald und wurde von heftigem Durst gepeinigt. Da sah er eine Taube auffliegen und als er diesen Platz erreichte entdeckte er eine Wasserquelle. Neugestärkt fand ihn sein Jagdgefolge bald wieder und aus Dankbarkeit gegen Gott ließ er in der Nähe der Quelle eine Kirche und ein Kloster bauen. So wurde er der Gründer der Stadt Feuchtwangen.

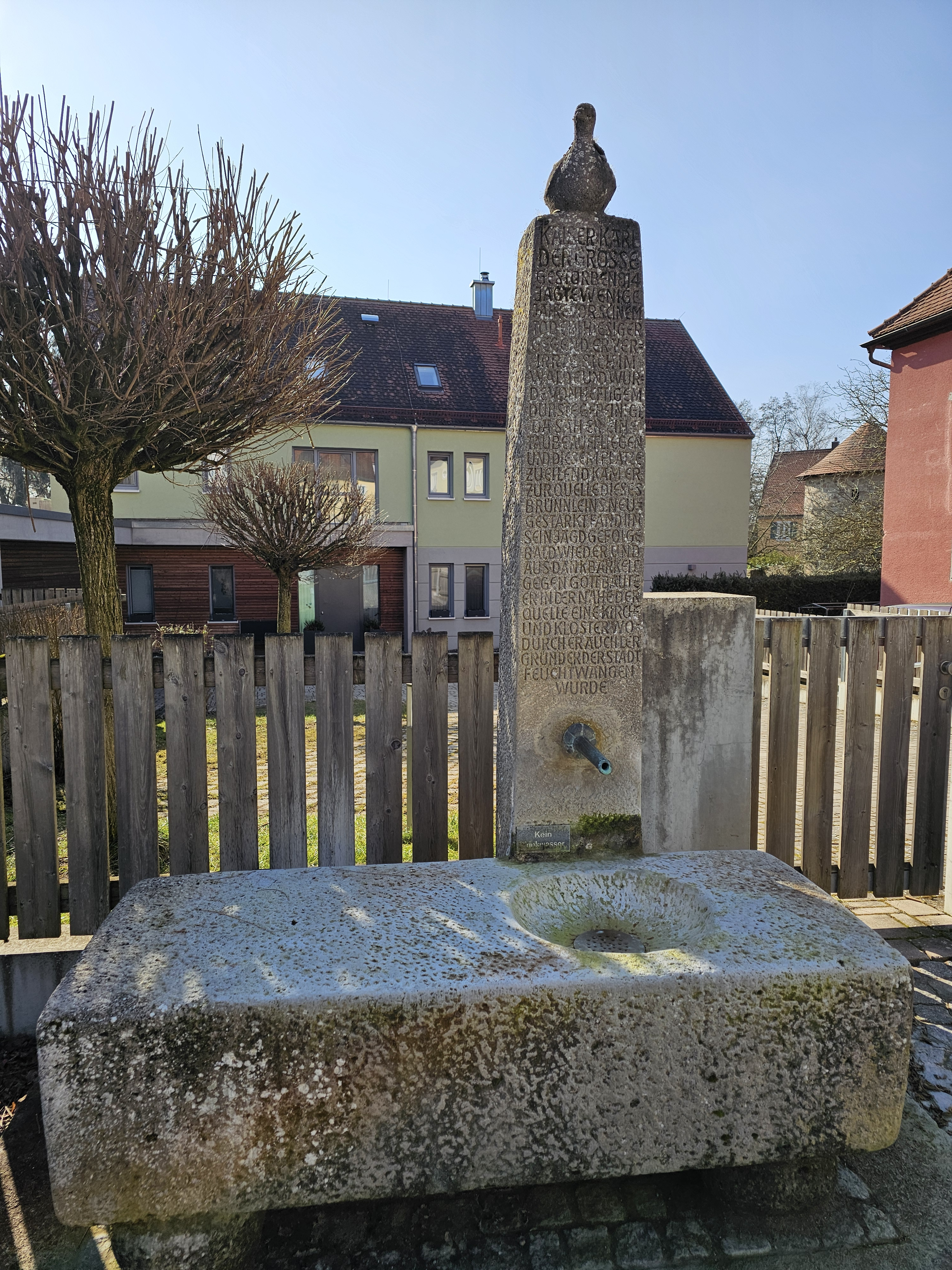
Taubenbrünnlein in Feuchtwangen

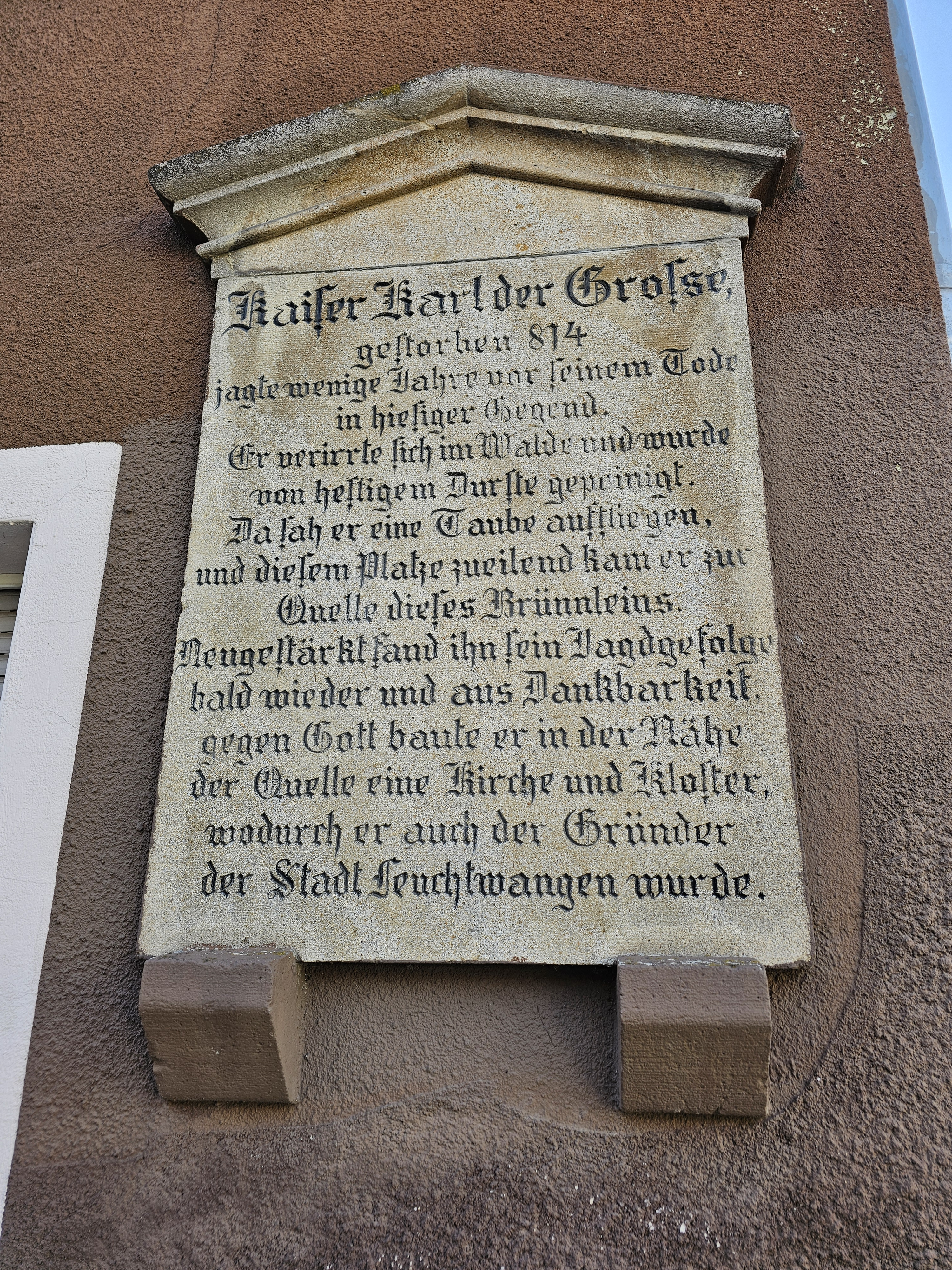
Tafel am Taubenbrünnlein

Die Schranne in der Unteren Torstraße beherbergt den kleinen Stadtsaal. Im Untergeschoss sind historische Feuerwehrgerätschaften ausgestellt.

### Museen

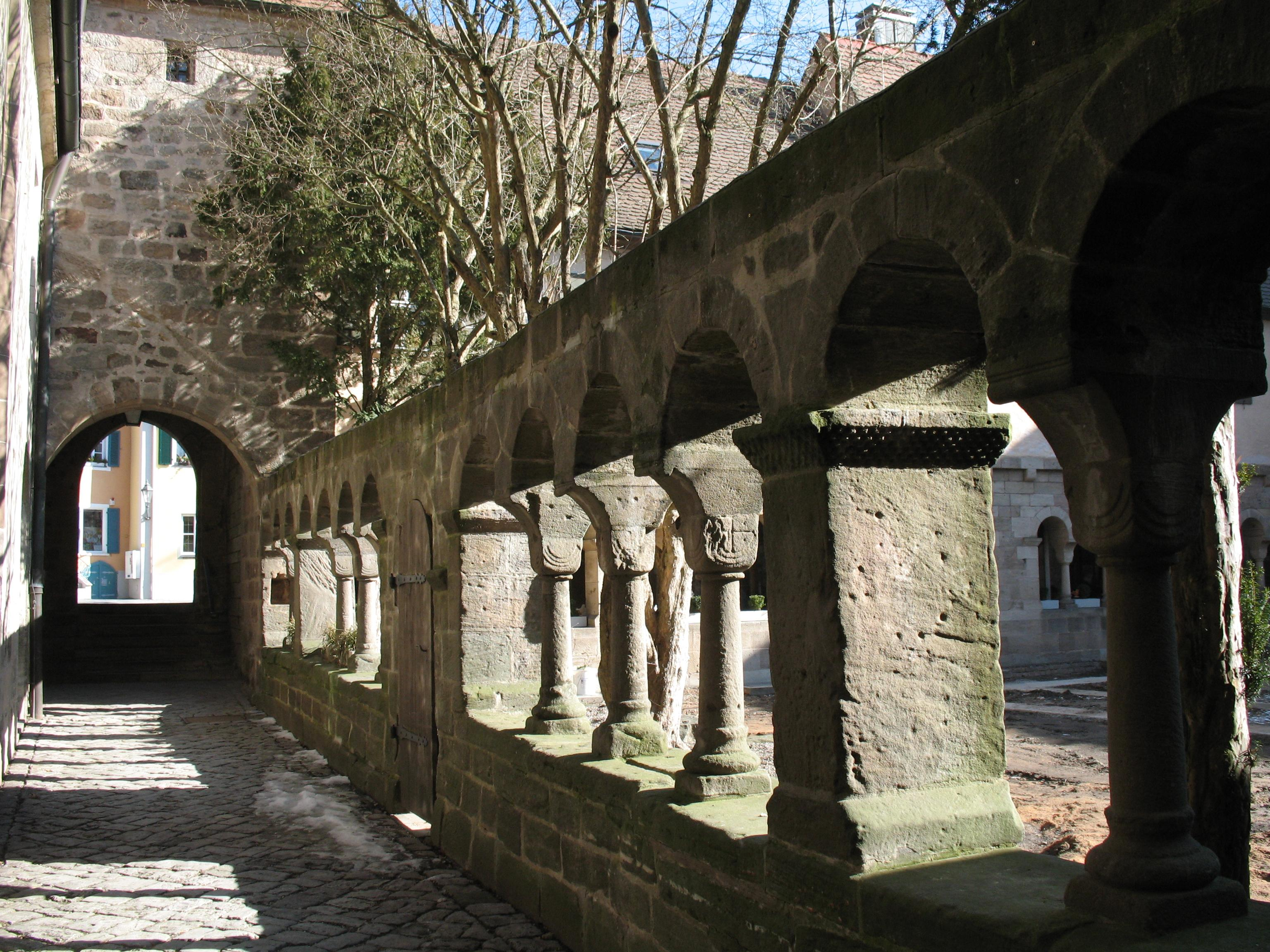
Romanischer Kreuzgang

- Das Fränkische Museum, es gilt als eines der schönsten und reichhaltigsten Volkskunstmuseen Süddeutschlands mit umfangreichen Beständen (z. B. Keramik). Nach zweijährigen Sanierungs- und Umbaumaßnahmen wurde es Ende Februar 2008 wieder eröffnet (besonders sehenswert ist die reichhaltige Fayencensammlung, verschieden eingerichtete Wohnstuben mit lokaler Einrichtung im Wandel der Jahrhunderte).
- Sängermuseum Feuchtwangen, das einzige Chormuseum Deutschlands[55]
- Handwerkerstuben im romanischen Kreuzgang der Stiftskirche:
Im Obergeschoss des Westflügels befinden sich heute die Handwerkerstuben. Diese Einrichtung ist eine Außenstelle des Fränkischen Museums. Gezeigt werden Werkstatträume mit Teilen aus originalen Einrichtungen örtlicher Handwerksmeister (Zuckerbäcker, Färber, Töpfer, Zinngießer, Schuhmacher und Weber). Da keine regelmäßigen Öffnungszeiten bestehen, ist die Besichtigung nur durch eine Anmeldung über das Touristbüro am Marktplatz möglich.

### Regelmäßige Veranstaltungen
- Seit 1949 werden von Mitte Juni bis Mitte August die Kreuzgangspiele Feuchtwangen, ein professionelles Freilichttheater, veranstaltet.
- Seit 2014 findet an verschiedenen Orten der Stadt in den Sommermonaten das eigene Kammermusikfestival KunstKlang[56] unter der künstlerischen Leitung von Christiane Karg statt.
- Jährlich in der zweiten Septemberhälfte findet auf dem Mooswiesenfestplatz die Mooswiese, das große Volksfest, statt.
- Alljährlich ist am Marktplatz in Feuchtwangen das Altstadtfest.
- Das Sommerfühlfestival, ein Kleinkunstfestival mit verschiedensten Bands, veranstaltet vom Verein Sommerfühl e. V.
- In der Adventszeit wird wöchentlich von Donnerstag bis Sonntag am Kirchplatz vor den beiden historischen Stadtkirchen ein Weihnachtsmarkt[57] abgehalten.

### Feuchtwanger Zeisig
Die Feuchtwanger Stadtbürger werden mit dem Necknamen „Zeiselesfänger“ tituliert.
Nach der Sage sei in der Biedermeierzeit der Zeisig der Bürgermeistergattin aus dem Käfig entkommen und der Ehegatte habe auf ihre dringliche Forderung, „doch etwas zu tun“, die Anordnung getroffen, die Stadttore zu schließen. Alles machte Jagd auf den Vogel, dieser aber flog über die Stadtmauer und die „klugen Feuchtwanger“ hatten das Nachsehen.

### Feuchtwanger Winterbirne (Butterbirne)

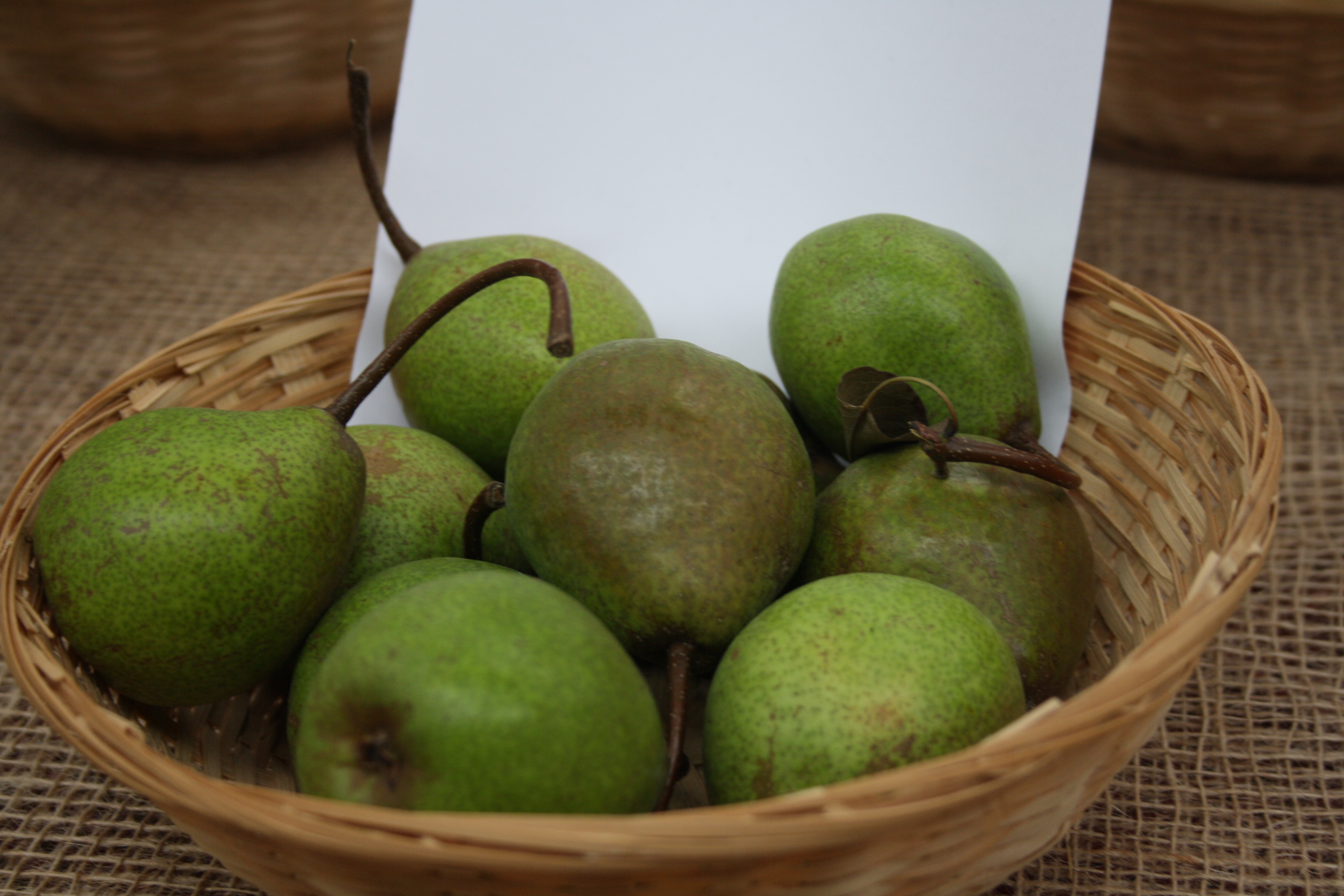
Feuchtwanger Winter(butter)birne nach der Ernte

Die Feuchtwanger Winterbirne (Butterbirne) ist eine alte lokale Birnensorte, die besonders widerstandsfähig gegen Krankheiten und Schädlinge ist. Sie bevorzugt als Tiefwurzler normalen bis lockeren Boden und gedeiht an einem sonnigen bis halbschattigen Standort. Wie alle Butterbirnen benötigt sie Zeit nach der Reife um ihr gelblichweißes, saftiges, butterhaft schmelzendes aromatisches Fruchtfleisch zu erreichen. Sie ist entgegen ihrem Namen Winterbirne eine Tafelbirne und nach der Reife, die sich ab Oktober einstellt, nur begrenzt lagerfähig bzw. (in der Regel bis Dezember) haltbar. Die Frucht ist sehr groß und dickbauchig birnenförmig gebaut. Zur Erhaltung der Sorte vor Ort wurde ein veredeltes Exemplar im Garten des Fränkischen Museums gepflanzt. Die Unterlage des Baumes bildet ein mehrjähriger Wildbirnenbaumstamm, er wurde mit Edelreisern aus der Triesdorfer Baumschule (hier wird die Sorte immer noch bewahrt) veredelt. Die Feuchtwanger Winterbirne ist in und um Feuchtwangen jedoch wenig verbreitet, obwohl der Baum lt. Fachexperten sehr robust sei und besonders wohlschmeckende Früchte bringt.
Der fruchttragende Mutterbaum wuchs im Garten des Feuchtwanger Stiftsdekans als Zufallssämling. Auf ihn wurde ein Fachberater für Obst- und Gartenbau aufmerksam, der ihn 1926 bei einer Fachtagung deutscher Obstexperten in Wiesbaden vorstellte. Diese bisher unbekannte Sorte wurde unter dem Namen Feuchtwanger Winterbirne in die Fachliteratur aufgenommen und verbreitete sich deshalb. Im ehem. Bayerischen Landesobstgarten (Canisiushof) in Theißing (Großmehring) sollen ebenfalls 7 Obstbäume mit Ablegern aus Feuchtwangen veredelt worden sein. Nach anderer Überlieferung stand vor dem ehem. Feuchtwanger Krankenhaus noch vor wenigen Jahrzehnten der Urbaum. Durch die Baumschule Triesdorf wurde die Sorte seit 1930 stark verbreitet und wird als robuste Streuobstsorte seit langem gerne gepflanzt.

## Bildungseinrichtungen

### Schulen
- naturwissenschaftlich-neusprachliches Gymnasium
- Johann-Georg-von-Soldner-Realschule
- zwei Grund- und Hauptschulen
- eine schulvorbereitende Einrichtung

### Kindergärten
In Feuchtwangen gibt es sechs Kindergärten, die über die Stadt verteilt sind.

### Forschungseinrichtungen
- Stiftung Dokumentations- und Forschungszentrum des Deutschen Chorwesens
- Campus Feuchtwangen (Außenstelle der Hochschule Ansbach)

## Öffentliche Einrichtungen

### Feuerwehr
In der Stadt Feuchtwangen sorgt die Freiwillige Feuerwehr Feuchtwangen, zu der auch die Feuerwehren der Außenorte gehören, für den Brandschutz und die allgemeine Hilfe. Die Feuerwehr Feuchtwangen ist eine Stützpunktfeuerwehr des Landkreises Ansbach. Sie verfügt über acht Fahrzeuge und ist für den abwehrenden Brandschutz, den technischen Hilfsdienst sowie für den Katastrophenschutz im Stadtgebiet zuständig. Außerdem gehört sie, neben den Feuerwehren aus Schnelldorf und Rothenburg ob der Tauber, zum Gefahrgutzug Ansbach-Land. Dieser Zug ist für den westlichen Bereich des Landkreises Ansbach zuständig.
In Feuchtwangen erfolgen auch die Standortausbildungen z. B. zum Atemschutzgeräteträger, Maschinisten, Sprechfunker sowie Modulare Truppausbildung (ehemals Truppmann-/Truppführer).

### Polizei

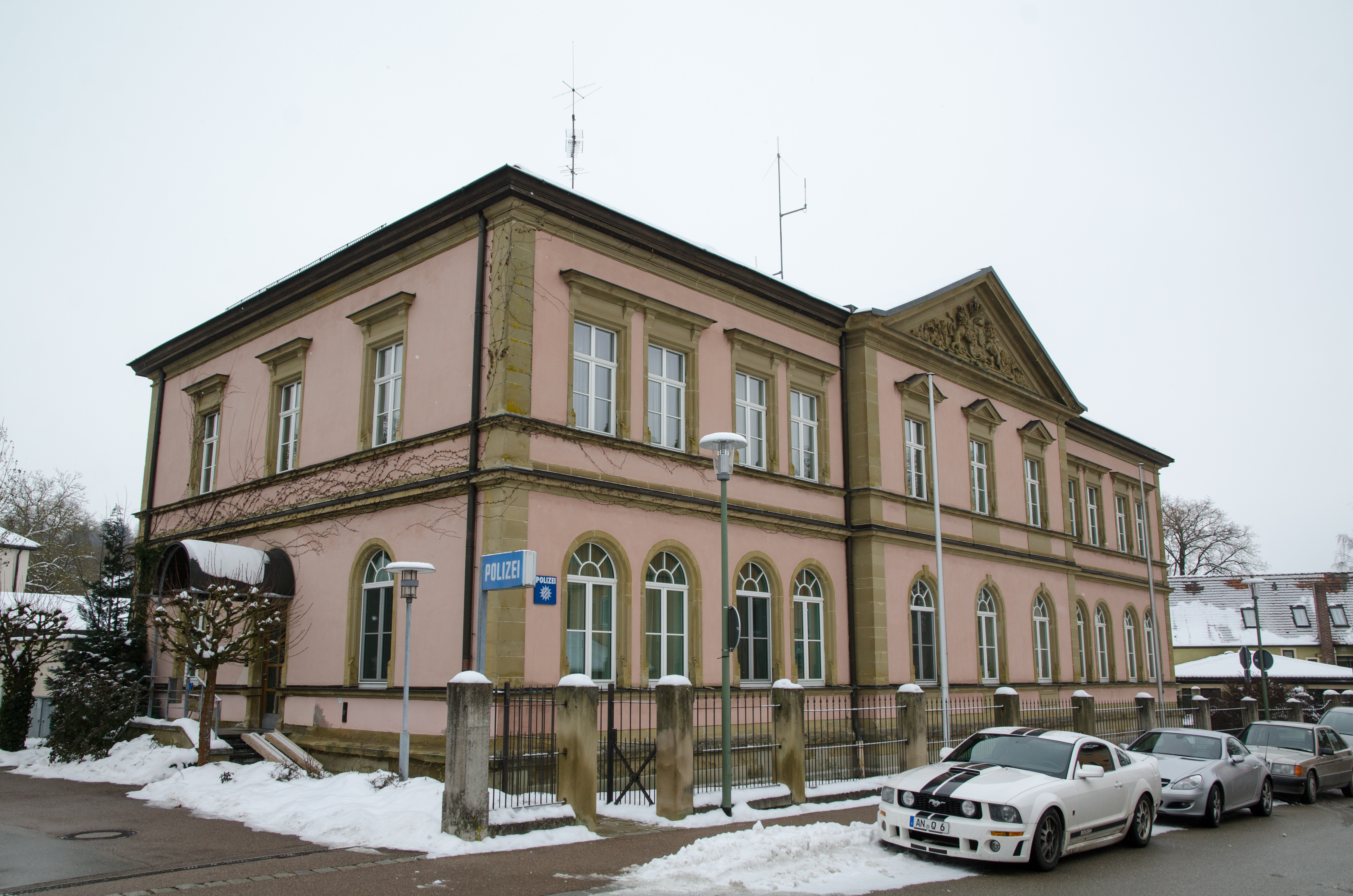
Feuchtwangen, Ringstraße 72

In Feuchtwangen ist im ehemaligen königlich bayerischen Amtsgerichtsgebäude die Polizeiinspektion Feuchtwangen der Bayerischen Polizei untergebracht. Der Zuständigkeitsbereich erstreckt sich auf die Städte Feuchtwangen und Herrieden, die Marktgemeinden Bechhofen, Dentlein a. F. und Dombühl sowie die Gemeinden Aurach, Schnelldorf, Wieseth und Wörnitz.

### Rettungsdienst
Das Bayerische Rote Kreuz (BRK) unterhält in Feuchtwangen eine Rettungswache mit sechs Fahrzeugen. Außerdem ist in bestimmten Saisonzeiten eine Motorradstreife des BRK in Feuchtwangen stationiert. Die Wache befindet sich an der Mooswiese neben dem Feuerwehrhaus. Außerdem ist ein Gerätewagen Sanität des Katastrophenschutzes dort stationiert.

### Gesundheitswesen
Feuchtwangen besaß ein Kreiskrankenhaus mit 80 Betten, das mittlerweile zu einer Praxisklinik mit Kurzzeitpflege und ambulanter Physiotherapie umgestaltet wurde. Sie gehört, wie auch die Vorgängerklinik, seit dem 1. Januar 2003 zum Verbundklinikum Landkreis Ansbach, das sich aus den Krankenhäusern Rothenburg, Feuchtwangen und Dinkelsbühl zusammensetzt. Des Weiteren sind eine Diakonie, zwei Altenheime und mehrere Apotheken vorhanden.

## Wirtschaft und Infrastruktur

### Verkehr
Der Hauptort ist an den Autobahnen 6 und 7 (Autobahnkreuz Feuchtwangen/Crailsheim) angebunden. Die Bundesstraße 25 führt nach Dinkelsbühl (11 km südlich) bzw. – nach dem Autobahnanschluss 49 der A 6 als Staatsstraße 2419 fortgeführt – über Wörnitz und Insingen nach Rothenburg ob der Tauber (25 km nördlich). Die Staats- bzw. Landesstraße 1066 (ehemals Bundesstraße 14) nach Crailsheim (16,5 km westlich) bzw. nach Ansbach (23 km nordöstlich). Die Staatsstraße 2222 führt über Wieseth nach Bechhofen (16,5 km östlich). Die Kreisstraße AN 41 führt nach Dürrwangen (7 km südöstlich).
Feuchtwangen liegt an der Bahnstrecke Nördlingen–Dombühl, die von den Bayerischen Staatseisenbahnen abschnittsweise eröffnet wurde: am 15. April 1876 von Dombühl bis Feuchtwangen und am 1. Juni 1881 weiter nach Dinkelsbühl, das schon seit 1876 mit Nördlingen verbunden war. Am 1. Juni 1985 wurde der reguläre Personenverkehr durch die Deutsche Bundesbahn eingestellt. Das Bayerische Eisenbahnmuseum führte mit seinem EVU BayernBahn GmbH bis Oktober 2016 zwischen Nördlingen und Feuchtwangen einen Museumsbahnverkehr und bis November 2018 Güterverkehr durch. Seit Januar 2019 ist die Strecke teilweise stillgelegt. Eine Reaktivierung des Schienenpersonenverkehrs ist geplant.
In der Stadt enden zwei Fernwanderwege, die von Neustadt an der Aisch kommen: der längere Weg Roter Flieger über die nördliche Frankenhöhe und Rothenburg ob der Tauber sowie der direktere Weg Grünes Schlüsselloch über Virnsberg und das Altmühltal bei Leutershausen. Durch Feuchtwangen führt zudem die Tauber-Wörnitz-Linie und startet die Querverbindung Feuchtwangen – Pappenheim des Main-Donau-Wegs. Weitere Fernwanderwege sind die Via Romea und der Frankenhöhe-Weg.

### Wichtige Industriezweige
Folgende Industriebranchen haben in Feuchtwangen Bedeutung, sortiert nach Gewichtung:
- Kunststoffindustrie (Stoßfänger, Automobilzulieferer, Schläuche (teils medizinisch), Küchenabschlussleisten)
- Papierindustrie (Verpackungen, Tüten, Kuverts, medizinische Verpackungen)
- Elektrotechnik (Maschinenbau zur Herstellung von Leiterplatten)
- Metallindustrie (Spezialfertigung von Stahlbauteilen)
- Glasveredelungs-, Porenbeton- und Futtermittelindustrie
- mehrere Verteilzentren für Produkte großer Unternehmen auf Grund der Lage am Autobahnkreuz A 6/A 7

## Persönlichkeiten

### In Feuchtwangen geborene Personen
- Andreas von Gundelsheimer (1668–1715), Mediziner, Botaniker und Forscher unter Louis XIV. und Leibarzt von König Friedrich I. und Friedrich Wilhelm I.
- Johann Heinrich Bachmann (1719–1786), Jurist und Archivar
- Georg Christoph Hamberger (1726–1773), Literaturwissenschaftler und Lexikograph
- Georg Johann Ludwig Vogel (1742–1776), Orientalist und evangelischer Theologe
- Georg Wilhelm Vogel (1743–1813), Jurist und Bürgermeister in Jena
- Benedict Christian Vogel (1745–1825), Arzt und Botaniker
- Johann Georg von Soldner (1776–1833), Geodät und Astronom
- Karl Altmann (1800–1861), Maler
- Ferdinand Graf Eckbrecht von Dürckheim-Montmartin (1812–1891), elsässischer Beamter
- Adalbert Schnizlein (1814–1868), Botaniker
- Ernst Graser (1860–1929), Professor und Chefarzt der Chirurgischen Universitätsklinik Erlangen
- Karl Stählin (1865–1939), Historiker
- Georg Fürst (1870–1936), Militärmusiker, Dirigent und Komponist
- Ernst Reichard (1876–1956), Jurist und Verwaltungsbeamter
- Friedrich Kneule (1900–1983), Ingenieur und Hochschullehrer
- Klaus Schmidt (1953–2014), Archäologe
- Thomas Städtler (1957–2024), Romanist, Sprachwissenschaftler und Hochschullehrer
- Edda Leesch (* 1962), Schauspielerin und Drehbuchautorin
- Manuel Fenn (* 1969), Regisseur
- Martin Stümpfig (* 1970), Politiker, Landtagsabgeordneter Bündnis 90/Die Grünen
- Anja Mayer (* 1979), Politikerin (Die Linkspartei)
- Christiane Karg (* 1980), Sopranistin
- Cornelia Dumler (* 1982), deutsche Volleyball-Nationalspielerin
- Clara Däubler (* ≈1988), Jazzmusikerin
- Felix Groß (* 1998), Radsportler

### Personen, die mit Feuchtwangen verbunden sind
- Mönch Froumund (etwa 960–etwa 1008) und Abt Wigo (16 Briefe aus dem Benediktiner-Kloster 991–995)
- Walther von der Vogelweide (* um 1170, Geburtsort umstritten, in einer These wird Feuchtwangen als möglicher Geburtsort vertreten; † um 1230, möglicherweise in Würzburg)
- Konrad von Feuchtwangen (vor 1230–1296), Hochmeister des Deutschen Ordens
- Siegfried von Feuchtwangen († 1311), Hochmeister des Deutschen Ordens
- Georg Vogtherr (1487–1539), Stiftsvikarier, später Chorherr und Stiftsprediger, Stadtpfarrer und Superintendent (führte die Reformation in Feuchtwangen ein)
- Siegfried Haenle (1814–1889), Jurist, Schriftsteller und Regionalhistoriker, arbeitete von 1855 bis 1858 in Feuchtwangen als Anwalt
- Georg Wallner (1906–?), Jurist, von 1941 bis 1945 Landrat in Feuchtwangen